# گورستان گوربچه
گورستان گوربچه در شهرستان خرم‌آباد، بخش مرکزی، دهستان کرگاه شرقی، روستای سرخه ده سفلی واقع شده و این اثر در تاریخ ۲۲ اسفند ۱۳۸۵ با شمارهٔ ثبت ۱۸۱۴۳ به‌عنوان یکی از آثار ملی ایران به ثبت رسیده است.